# Habropoda cineraria
Habropoda cineraria är en biart som först beskrevs av Smith 1879.  Habropoda cineraria ingår i släktet Habropoda och familjen långtungebin. Inga underarter finns listade i Catalogue of Life.